# 勒内·阿尔努
勒内·亚历山大·阿尔努（法語：René Alexandre Arnoux）是一名法国的赛车手。他参加过1978年至1989年间的12个一级方程式赛季，共参赛165场大奖赛，赢得其中7场，22次登上领奖台，总积分为181分。他在世界一级方程式锦标赛中的最高名次是在1983年代表法拉利车队取得的第三名。1977年，阿尔努赢得了欧洲二级方程式锦标赛的冠军。
在第戎-普勒努瓦赛道举办的1979年法国大奖赛中，阿尔努的队友让-皮埃尔·雅布耶取得了该赛季雷诺车队的唯一胜利。但由于一场激烈而公平的亚军争夺战，阿尔努和法拉利车队的吉勒·维尔纳夫才是该场比赛的主角。最终维尔纳夫战胜了阿尔努，取得第二名。